# St. John (Missouri)
St. John – miasto w Stanach Zjednoczonych, w stanie Missouri, w hrabstwie St. Louis.